# AS Porto-Novo
Der AS Oussou Saka Porto-Novo ist ein Fußballverein aus Porto-Novo, Benin. Er trägt seine Heimspiele im Stade Charles de Gaulle aus.
Der Verein gehörte in der Anfangszeit zu den führenden Klubs des Landes. Er gewann 1970, 1972 und 1973 die Benin Premier League. Nach den Erfolgen ging es mit dem Verein sportlich bergab und man stieg in die Benin Second Division ab. Erst zur Saison 2011 gelang wieder der Aufstieg in die erste Liga.

## Statistik in den CAF-Wettbewerben
| Wettbewerb                          | Runde    | Gegner            | Hinspiel | Rückspiel |  |
| ----------------------------------- | -------- | ----------------- | -------- | --------- |  |
|                                     |          |                   |          |           |  |
| African Cup of Champions Clubs 1971 | 1. Runde | Vita Club Mokanda | 0:1 (H)  | 0:2 (A)   |  |
| African Cup of Champions Clubs 1974 | 1. Runde | CO Modèle de Lomé | 0:3 (A)  | 1:0 (H)   |  |